# Vrouwelijke woede

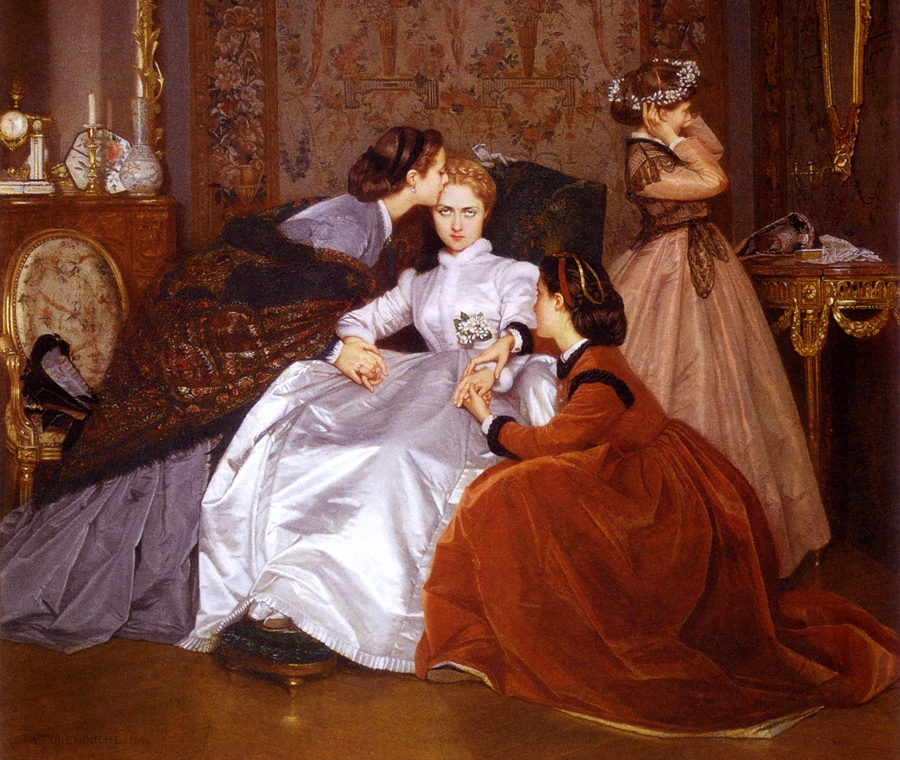
De weifelende verloofde van Auguste Toulmouche, een schilderij populair op TikTok in de context van female rage.

Vrouwelijke woede of vrouwelijke razernij als vertaling van de in popcultuur vaak gebruikte Engelse termen female rage of feminine rage is een term populair in de vierde feministische golf en refereert aan een voor vrouwen specifieke woede voortgebracht door de confrontatie met het patriarchaat. Hierbij is aandacht voor de historische wijze waarop vrouwen omgingen met eigen woede en hoe deze gebruikt kan worden als gereedschap om emancipatie van vrouwen vooruit te helpen.

## Achtergrond
Historisch gezien is woede een onacceptabele emotie voor vrouwen. Zoals vrouwenpsychologe Harriet G. Lerner zegt in Dans van de Woede: "Lange tijd mochten vrouwen zich echter niet van hun woede bewust zijn, laat staan dat ze die onverbloemd mochten uiten. [...] Vrouwen die openlijk hun woede jegens mannen uiten, zijn in het bijzonder verdacht. [...] Onder vrouwen is het taboe op het voelen en uiten van woede zo sterk dat zelfs wéten wanneer we kwaad zijn niet zo eenvoudig is." Zij onderscheidt in de (historische) omgang van vrouwen met hun woede twee manieren: de categorieën 'nette dame' en 'het kreng'. De nette dame probeert conflict uit alle macht te vermijden en eigen woede te onderdrukken. Het kreng uit de woede, maar niet op een constructieve manier, zij gebruikt woede niet om grenzen te stellen, maar vooral om ruzie te maken, te kijven.
Binnen een relatie met een echtgenoot, kunnen beide omgangen met woede leiden tot 'ontzelving' van de eigen persoon. Lerner ziet dit als een steeds verder toegeven aan de eisen en verlangens van de ander, ten koste van het eigen zelf. In het geval van de nette dame gebeurt dit door de confrontatie niet aan te gaan en een stukje van het zelf op te geven, bij het kreng wordt de confrontatie gezocht maar legt zij zich vaak toch neer bij de keus van haar echtgenoot en geeft op die wijze een stukje van zichzelf op. Hierdoor kan de vrouw gaan onderfunctioneren in haar relatie; haar man krijgt steeds meer ruimte en zijzelf steeds minder. Dit kan ook buiten de relatie effect hebben.
Schrijfster en activiste Soraya Chemaly sluit zich hierbij aan. Zij legt uit dat haar moeder boosheid uitte, maar op een manier die zo onzichtbaar mogelijk was; zij gooide borden kapot op het moment dat haar dochter de enige was die haar kon zien. Zo voorkwam ze dat haar woede een punt bereikte waarop deze zich zou uiten binnen relaties. Woede was het terrein van mannen en jongens en vrouwen moesten zich niet op deze wijze uiten. Onbewust nam Chemaly deze houding zelf ook aan; zij leerde haar dochter niet boos te reageren op een jongetje dat haar pestte, maar haar eigen gedrag aan te passen. In zekere zin erkent Chemaly daarmee ook het principe van ontzelving van Lerner.
Opvallend detail is dat zowel Chemaly als Lerner focussen op woede als signaal. Boosheid geeft aan wanneer bepaalde grenzen worden overschreden. Daarmee kan woede ook een beschermende factor zijn die ons bewust maakt van onrecht (dat ons aangedaan wordt). In deze context ziet Sigrid Wallaert woede als drijvende kracht achter de verschillende feministische golven. Zij noemt woede de 'emotie van verzet', van je niet bij de status quo neerleggen. Daarmee past het bij uitstek bij het feminisme, maar vooral bij het latere feminisme, het feminisme van na de MeToo-beweging.

## Vierde feministische golf
In de jaren 2010 en 2020 ontstond een nieuwe, vierde feministische golf. Deze golf is sterk gericht op verkrachtingscultuur, ongewenste intimiteit en body positivity. Verschillende gebeurtenissen beïnvloedden deze golf, onder meer de MeToo-beweging, de seksueel agressieve uitspraken van Donald Trump en de opkomst van de mannenrechtenbeweging, waarin gemeend wordt dat feminisme te ver is doorgeslagen en daardoor mannenrechten beschadigt. Ook gelijke betaling voor gelijk werk is binnen deze golf nog steeds een issue. Door de alom tegenwoordigheid van social media en het internet, probeert de vierde golf via die weg verschillende mensen mee te laten denken. Een zekere intersectionaliteit proberen mensen binnen deze vorm van feminisme te borgen, hoewel het maar zeer de vraag is of dat ook daadwerkelijk lukt.

### Vrouwelijke woede en de vierde feministische golf
Vrouwelijke woede is sterk verbonden aan het hedendaags feminisme. Een groot deel van de belangrijke aandachtspunten, zoals ongewenste intimiteiten en de mannenrechtenbeweging, zijn punten waarbij vaak het gevoel bestaat dat een grens wordt overgegaan. Zoals Wallaert en Chemaly recent in navolging van Lerner aanstipten, kan woede een gereedschap zijn om je er van bewust te zijn dat er een grens wordt overgegaan. Deze nieuwe vorm van feminisme gebruikt dat gereedschap ook, iets wat we ook terug zien in de woede van hedendaagse vrouwen. Vanaf 2017, het jaar dat de MeToo-beweging groot werd, begonnen vrouwen meer in een groot internationaal onderzoek, het Gallup onderzoek, te rapporteren dat zij boos waren, en wel in zodanige hoeveelheid dat er een woedekloof tussen mannen en vrouwen ontstond. Ook tijdens de coronapandemie groeide deze kloof tussen de zelfrapportering van woede door mannen en vrouwen, waarschijnlijk omdat tijdens de pandemie vrouwen meer emotionele arbeid binnen het huishouden moesten verrichten dan hun echtgenoten, wat gekoppeld wordt aan hogere stress-waarden.

#### Vrouwelijke woede in (sociale) media
Daar de vierde golf sterk bouwt op internet en sociale media, zien we hier een sterke focus op (fictieve) vrouwelijke woede terug. Vooral het medium TikTok heeft hierop een sterke invloed. In sommige gevallen uiten (met name witte) vrouwen hier hun woede. Ook het schilderij De weifelende verloofde wordt op dit medium op gelijke wijze gebruikt. Dit schilderij, met een boos kijkende bruid, wordt in dergelijke filmpjes gemonteerd over de Dies irae-muziek van Giuseppe Verdi en gaat vergezeld door teksten die moderne vrouwen en de bruid mogelijk tot razernij hebben gedreven.
Ook in andere media zien we de vrouwelijke razernij terug. Zo gaan de films Gone Girl (2014), Pearl (2022), Do Revenge (2022) en Hereditary (2018) over vrouwelijke razernij, hoewel er in geen van deze films gesproken kan worden over een gezonde uiting van die razernij. Ook op het toneel komt meer ruimte voor vrouwelijke woede, zoals in het stuk Ifigeneia van Maaike Neuville. In de muziek zien we langzaam vrouwelijke woede opkomen. Zo zong Paris Paloma in haar lied Labour (2023) over vrouwelijke woede en koppelde dit aan emotionele arbeid, huisvrouwschap en transgenerationeel trauma veroorzaakt door het patriarchaat.

#### Vrouwelijke woede en Nederland
In Nederland verscheen in 2019, net na de start van de MeToo-beweging, de bundel Wolf: Dertien essays over de vrouw. In de bundel ging het essay 'Fijne razernij' van Herien Wensink over de koppeling die zij ziet tussen MeToo en vrouwelijke woede. Zij vergelijkt de MeToo-beweging met de lont die het smeulende kruitvat van vrouwelijke woede deed ontploffen. Ze roept in het essay op om woede op verantwoorde wijze los te laten; volgens haar is het opkroppen van woede ongezond en heeft woede een belangrijke signaalfunctie. Chemaly's denken komt in 'Fijne razernij' sterk terug.